# Otto Strecker (Richter)
Georg Dietrich Otto Strecker (* 4. Dezember 1862 in Duderstadt; † im 20. Jahrhundert) war Senatspräsident am Reichsgericht.

## Leben
Nach dem Besuch des Progymnasiums Duderstadt und des Lyzeum I in Hannover studierte er ab Ostern 1881 in Freiburg, Leipzig, Freiburg und Göttingen. Ende Mai 1884 legte er die Referendarprüfung in Celle ab. Dann wurde er Referendar, nachdem man ihn vereidigt hatte. Den Justizdienst begann in Hameln und er war dann in Göttingen, Uslar und Celle tätig. Ab 1888 war er als Gerichtsassessor in Alfeld und Göttingen tätig. 1895 wurde er Amtsrichter in Göttingen. 1892 wurde Strecker zum Landrichter befördert. 1904 wurde er Landgerichtsrat und wurde als Hilfsrichter beim Oberlandesgericht Celle eingesetzt. 1905 wurde er Oberlandesgerichtsrat in Celle. Im November 1909 kam er an das Reichsgericht. Er war als Richter im VII. und III. Zivilsenat des Reichsgerichts tätig. Im Mai 1925 wurde er Präsident des VII. Zivilsenats. Zum Neujahrstag 1929 trat er in den Ruhestand. Er war in „Planck's Kommentar zum Bürgerlichen Gesetzbuch“ Mitkommentator für Sachenrecht und ersetzte den 1900 verstorbenen Alexander Achilles. Am 12. Oktober 1910 bekam den Ehrendoktor von der Universität Berlin verliehen. Er war nach 1933 Mitglied des BNSDJ.

## Familie
Strecker war evangelisch. Er war der Sohn des Geheimen Sanitätsrat und Kreisphysikus Wilhelm Strecker und Marie Beurmann. Die Vorfahren väterlicherseits waren Pastoren, mütterlicherseits Forstmeister. Der Urgroßvater war Pastor. Er heiratete 1889 Bertha, Tochter von Richard Wilhelm Dove und Karoline Nobiling. Das Paar hatte zwei Töchter und einen Sohn. Der Sohn Walter (1890–) war Kriegsgerichtsrat in Berlin.

## Werke
- Achilles: Die Preußischen Gesetze über Grundeigenthum und Hypothekenrecht vom 5. Mai 1872. 4. Auflage bearbeitet von Otto Strecker, Berlin 1894.
- Die allgemeinen Vorschriften des Bürgerlichen Gesetzbuchs über Rechte an Grundstücken, Berlin 1898 (MPIER-Digitalisat)
- Achilles/Strecker, Die Grundbuchordnung nebst den preußischen Ausführungsbestimmungen mit Commentar und systematischer Uebersicht über das materielle Grundbuchrecht, Berlin 1901–02.
- Mitarbeiter von Planck' s Kommentar zum Bürgerlichen Gesetzbuch nebst Einführungsgesetz,  Band 3, Sachenrecht Teilband 1 und 2
- Mitbearbeiter des Handwörterbuchs der Rechtswissenschaft (8 Bände, 1926–29, 31, [37]), Hrsg. Band 1–6 F. Stier-Somlo und A. Elster, Walter de Gruyter & Co., Berlin und Leipzig

## Quelle
- Adolf Lobe: Fünfzig Jahre Reichsgericht am 1. Oktober 1929. Berlin 1929, S. 347.
- Herrmann A. L. Degener: „Degener’s Wer ist’s?“, X. Ausgabe, Berlin 1935, S. 1572.

| Personendaten    | Personendaten                                      |
| ---------------- | -------------------------------------------------- |
| NAME             | Strecker, Otto                                     |
| ALTERNATIVNAMEN  | Strecker, Georg Dietrich Otto (vollständiger Name) |
| KURZBESCHREIBUNG | Senatspräsident am Reichsgericht                   |
| GEBURTSDATUM     | 4. Dezember 1862                                   |
| GEBURTSORT       | Duderstadt                                         |
| STERBEDATUM      | 20. Jahrhundert                                    |